# Annona hystricoides
Annona hystricoides är en kirimojaväxtart som beskrevs av Alwyn Howard Gentry. Annona hystricoides ingår i släktet annonor, och familjen kirimojaväxter. Inga underarter finns listade i Catalogue of Life.